# Батлер, Майк (баскетболист)
Майкл Эдвард «Майк» Батлер (англ. Michael Edward "Mike" Butler; 22 октября 1946 года в Мемфисе, Теннесси, США — 18 ноября 2018) — американский профессиональный баскетболист, выступавший в Американской баскетбольной ассоциации, где провёл четыре из девяти сезонов её существования. Чемпион АБА в сезоне 1970/1971 годов в составе команды «Юта Старз».

## Ранние годы
Майкл Батлер родился 22 октября 1946 года в городе Мемфис (штат Теннесси), а в 1959 году перебрался в Сент-Луис (штат Миссури), где в течение двух лет посещал среднюю школу Линдберг. В 1962 году вернулся в Мемфис, где учился в высшей школе Кингзбери, в которой выступал за местную баскетбольную команду под руководством тренера Билла Тодда, установив рекорд Шелби Метро Ареа по очкам, набрав в 102 матчах 1976 очков (19,4 в среднем за игру).